# Первые открытые молодёжные Европейские Дельфийские игры

Со 2 по 7 мая 2014 года в Волгограде, Российская Федерация в рамках Культурного проекта «Дельфийский Волгоград – 2014» состоялись Первые открытые молодёжные Европейские Дельфийские игры, проводимые под патронатом Международного Дельфийского комитета (МДК, штаб-квартира расположена в Москве) и ЮНЕСКО     .
В Играх по 17 номинациям состязались 721 человек из 26 стран  
Приветствия в адрес Игр направили Президент Российской Федерации В. В. Путин, Президент Парламентской Ассамблеи Совета Европы А. Брассер, от имени Председателя Европейской Комиссии  Ж. М. Баррозу и  Совет Европы .
В конкурсную и фестивальную программу Первых открытых молодёжных Европейских Дельфийских игр вошли 17 номинаций по народным, классическим и современным видам искусств: фортепиано; скрипка; изобразительное искусство; баян/аккордеон; саксофон; академическое пение; народное пение; эстрадное пение; народный танец; современный танец; фотография; кулинарное искусство; дизайн одежды; диджей; цирк; народные инструменты; народные художественные промыслы и ремесла.
В рамках Игр состоялась международная конференция. В её работе приняли участие руководители и представители Международного Дельфийского комитета, Национальных Дельфийских организаций ряда стран, ЮНЕСКО, бизнес-структур и некоммерческих организаций, эксперты из 21 государства .
В рамках интернет-телевидения  ДЕЛЬФИК ТВ (www.delphic.tv) была организована онлайн-трансляция всех событий Игр  .